# 何世杞
何世杞，廣東广州番禺沙灣人，著名粵劇男花旦。
抗日戰爭之前，何世杞移民到香港。後來，他不再登場演出而改在家中收徒教藝。每次只收1人，滿師登臺後，才再收另一人，新馬師曾是他第3個徒弟。曾為新馬師曾度身定做適合他年齡演出的《甘羅十二為丞相》、《慈雲太子走國》、《石鬼仔出世》、《樊梨花罪子》、《哪吒鬧東海》、《方世玉打擂臺》、《背醉紅羅》等等。
其故居於廣州市番禺區沙灣鎮北村官巷里容光巷。離著名廣東音樂家“琵琶精”何少霞的故居不遠。